# Lecania turicensis
Lecania turicensis är en lavart som först beskrevs av Hepp, och fick sitt nu gällande namn av Johannes Müller Argoviensis. Lecania turicensis ingår i släktet Lecania och familjen Ramalinaceae.  Utöver nominatformen finns också underarten macrocarpa.